# Tania Mallet
Tania Mallet (Blackpool, 1941. május 19. – 2019. március 30.) angol színésznő, modell. 

## Élete és pályafutása
Blackpoolban született. Édesapja, Henry Mallet angol, édesanyja, Olga Mironoff orosz származású volt. Anyai ágon Helen Mirren színésznő unokatestvére volt. Mallet modellként dolgozott, mielőtt színészi pályára lépett volna. 1961-ben a Vogue divatmagazin címlapján is szerepelt és játszott Michael Winner Girls Girls Girls! című dokumentumfilmjében is.
Akkori pletykák szerint felajánlották neki Tatjana Romanova szerepét is az 1963-as Oroszországból szeretettel című filmben, de végül nem vállalta azt el. Albert Broccoli producer a Vogue címlapján figyelt fel Malletre, aki az 1964-es Goldfinger című James Bond-filmben megkapta Tilly Masterson szerepét. A film pénzügyileg is és a kritikusok körében is sikeres volt, ennek ellenére ez maradt Mallet egyetlen filmes szerepe, illetve kisebb megjelenése volt az 1976-os The New Avengers című televíziós sorozatban.
Mallett később úgy nyilatkozott, hogy filmes ajánlatait személyes okok miatt mondta vissza. Elmondása szerint a forgatásokon nem érezte jól magát, illetve meglátása szerint szabadságában is korlátozták és abban az időben a modellkedéssel jóval több pénzt is keresett, mint egy-egy filmes szereppel.
Helen Mirren 2007-es memoárja szerint Mallet egy "hűséges és nagylelkű ember" volt, aki támogatta édesanyját, illetve fizette testvére tanulmányait. Tania Mallet 2019. március 30-án, 77 éves korában hunyt el.

## Filmográfia
| Év   | Magyar cím | Eredeti cím      | Szerep          | Megjegyzések                  |
| ---- | ---------- | ---------------- | --------------- | ----------------------------- |
| 1964 | Goldfinger | Goldfinger       | Tilly Masterson | magyar hangja Csomor Csilla   |
| 1976 |            | The New Avengers | Sara            | televíziós sorozat (1 epizód) |

## További információ
- Tania Mallet a PORT.hu-n (magyarul)
- Tania Mallet az Internetes Szinkronadatbázisban (magyarul)
- Tania Mallet az Internet Movie Database-ben (angolul)
- Tania Mallet a Rotten Tomatoeson (angolul)